# 31298 Chantaihei
31298 Chantaihei è un asteroide della fascia principale. Scoperto nel 1998, presenta un'orbita caratterizzata da un semiasse maggiore pari a 3,1006007 UA e da un'eccentricità di 0,1185357, inclinata di 5,71226° rispetto all'eclittica.